# Canal des Salines de l'Est
Ne doit pas être confondu avec Canal de l'Est.
Le canal des Salines de l'Est ou canal de Dieuze, est un projet de canal inachevé.

## Histoire
Un décret en date du 15 avril 1806, relatif à l’amodiation des salines de l'Est, avait décidé que la navigation déjà existante sur la Sarre, depuis Sarrebruck jusqu'à l’embouchure de cette rivière dans la Moselle, au-dessus de Trèves, serait prolongée jusqu’à Harskirchen et qu’un canal artificiel serait créé entre la Sarre et Metz, par Dieuze et Château-Salins, en empruntant la vallée de la Seille. L'établissement de cette communication avait pour objet de faciliter le transport vers les salines de cette contrée des produits du vaste bassin houiller qui de Sarrebruck s'étend jusqu'au Rhin, dans la direction de la vallée de la Nahe, et de faciliter en même temps l'écoulement des produits salins vers les départements limitrophes.
Le projet de la jonction de la Sarre à la Moselle par la Seille n'était pas nouveau : des études avaient été déjà faites à cet égard dès 1776, à la demande des fermiers généraux des salines, et des études plus complètes avaient été présentées à la commission des travaux publics de la Convention, en messidor an III. C'est sur le rapport de cette commission que la
Convention décréta, en allouant des fonds pour commencer l’entreprise, que, d’abord, la Sarre serait rendue navigable à partir de Sarre-Union ou Bouquenom dans l'arrondissement de Saverne. Mais il ne paraît pas que ces fonds aient reçu leur emploi. Les nouveaux projets rédigés par suite du décret de 1806 furent approuvés en 1809 ; ils s’appliquent à la partie de la communication comprise entre Sarrebruck et Dieuze. La Sarre devait être rendue navigable depuis Sarrebruck jusqu'à Sarralbe, et à ce dernier point commençait le canal artificiel qui devait aboutir à Dieuze.
Les travaux commencés peu de temps après. et conduits avec une activité convenable, dans le principe, furent complètement suspendus en 1814, après avoir absorbé une somme de 1 225 960 francs, sur lesquels la Compagnie des Salines avait fourni 620 000 francs Les dépenses restant à faire étaient évaluées à environ 2 000 000 francs.
Déjà, avant l’abandon des travaux, la Compagnie qui, ainsi qu’il n'arrive que trop souvent, ne considérait que comme une charge la condition de concourir à la création d’un moyen de transport dont elle devait retirer les premiers avantages, avait élevé des réclamations tendantes à être exonérée de ses engagements ; mais lorsque, par suite du morcellement du territoire, le bassin houiller de Sarrebruck rentra sous l'administration prussienne, cette Compagnie, prétextant l’incertitude de pouvoir continuer à tirer des houilles de ces mines, éleva de nouvelles objections, et refusa définitivement de contribuer à la dépense des ouvrages à faire pour l'achèvement du canal.
En 1817, il avait été décidé que la Compagnie devait exécuter son contrat, mais que, de son côté, le Gouvernement s'assurerait par une négociation près du Gouvernement prussien, de la libre importation des houilles ; que dans le cas où cette Compagnie persisterait dans son refus, elle serait tenue à une indemnité équivalente à la moitié des travaux à faire, et que ces travaux deviendraient l'objet d'une concession particulière, au moyen d'un droit de péage. Depuis 1820 il n'a été donné aucune suite à la décision qui avait été prise dans ce sens.

## Structure
Le canal commencé de Dieuze à Sarralbe a son bief de partage à Cutting, au point culminant des versants de la Seille et du Rode, affluent de la Sarre. Ce bief devait être alimenté par les eaux de cette dernière rivière, au moyen d’une rigole de 48 800 m de longueur. Le développement total devait être de 36 430 m :
- Versant de la Seille : 10 455 m
- Bief de partage : 2 385 m
- Versant de la Sarre : 23 600 m

La pente du versant de la Seille, qui est de 25,20 m, devait être rachetée par 8 écluses ; celle du versant opposé, qui est de 23,35 m, devait être rachetée par 8 écluses également. Le tirant d'eau projeté était de 1,20 m.